# Sagrat
Sagrat és un terme religiós i antropològic que indica una categoria de la realitat i els atributs que enriqueixen el sentit més enllà del real percebut i normalment, què es coneix com a profà.
L'experiència d'allò "sagrat" és al cor de totes les religions.
| «                                                                                             | El sagrat és un element de l'estructura de la consciència i no un moment en la història de la consciència. L'experiència de lo sagrat està inextricablement lligada als esforços de l'home per construir un món que té un significat. La hierofània i els símbols religiosos són un llenguatge pre-reflexiu. Com un idioma específic, sui generis, que necessita una "hermenèutica de si mateix | » |
| — Mircea Eliade , Discurs al Congrés de Història de les Religions a Boston el 24 juny de 1968 | |   |

Mircea Eliade subratlla que la religió no ha d'interpretar només com "creença en deïtats", sinó com "l'experiència del sagrat". S'analitza la dialèctica del sagrat. El sagrat es presenta en relació als profans. La relació entre el sagrat i el profà no és d'oposició, sinó de complementarietat, ja que el profà és vist com a hierofania.

## Etimologia
La paraula sagrat prové del llatí sacer, referint-se a allò que està 'consagrat, dedicat' o 'purificat' als déus o qualsevol cosa que estigui en el seu poder, així com als sacerdots.

## Distinció de "sant"
Encara que hi ha similituds entre els termes sagrat i sant, hi ha diferències. La santedat és generalment el terme utilitzat en relació amb les persones i la relació, mentre que sagrat s'utilitza amb relació a objectes, llocs o esdeveniments. Així, una persona santa pot ser considerat com a sant, però no seria vist com a sagrat. No obstant això, algunes coses poden ser alhora santes i sagrades: atribuint-se a la Bíblia.